# Паунова пуйка
Пауновата пуйка (Meleagris ocellata) е вид птица от семейство Phasianidae. Видът е почти застрашен от изчезване.

## Разпространение
Разпространен е в Белиз, Гватемала и Мексико.